# 同志社中学校・高等学校
同志社中学校・高等学校（どうししゃちゅうがっこう・こうとうがっこう、英語：Doshisha Junior and Senior High School）は、京都府京都市左京区岩倉大鷺町に所在する私立中学校・高等学校。
中学・高校は別組織で運営されている。中学校は2010年（平成22年）9月に同志社大学今出川キャンパスから高等学校の校地に移転した。

## 概要
1896年（明治29年）11月29日、京都市上京区今出川通烏丸（現：同志社大学今出川キャンパス）に同志社尋常中学校が開設。以来、旧制中学校（5年制）として幾度の変遷を経て、1947年（昭和22年）に同志社中学校（新制）が同地に、1948年（昭和23年）に同志社高等学校（新制）が左京区岩倉大鷺町に設立。中学・高校は別組織で運営されている。2006年、同志社小学校が高校の隣接地に開校し、2010年（平成22年）9月には同志社中学校が高校のある岩倉校地に移転した。
中学校は1学年約290名でほぼ全員が同志社高校へ進学する。高校からは約70名が外部から入学する。同志社高校卒業生は例年、全体の約85%が推薦制度により同志社大学・同志社女子大学に進学し、約15%が他大学を受験。ほぼ全員が四年制大学へ進学している。
開校時から男女共学の府内の私立高校では、最も歴史の長い学校である。

## 教育目標・教育理念
創立者新島襄の唱えた「キリスト教主義教育」に基づき、「良心」を育むことを教育の基本としている。知識教育に偏ることのない全人教育を行っている。
中学では、「ほんもの」にふれる機会を多く持たせ、物事の真理や本質を探ることの大切さが重視されている。
高校では、国公立大学をはじめとする多様な進路にも進めるように、多様な選択科目が設けられている。
学校生活は「朝の礼拝」から始まる。中学においても高校においても「自由・自治・自立」が基本とされているため、自発的に勉強することが求められる。

## 課程

### 中学
中学課程を全員にしっかりと理解させ、思考力と創造力を育成することに主眼が置かれている。1クラス36名編成。英語の授業では半分の18名編成となる。市販の教科書はあまり用いられず、独自のサブテキストやプリントが使われたり、ときには高校レベルの授業が行われることもある。長期休暇中の課題や補習などが課されることはなく、代わりに自由研究が中心である。自由研究を提出しなくても成績評価に関係ないが、生徒の90%以上が取り組んでいる。
移転を機に「教科センター方式」が導入されており、近畿では唯一である。

### 高校
文系・理系等のコース制をとらず、ホームルームを基礎とした共通履修教科目と、2年生からの多彩な自由選択教科目からなるカリキュラムを実施している。教科・科目の枠を超え、物事を色々な視点でとらえて学ぶことを重視している。
共通履修教科目を採用しており、生徒を文系、理系に分けない。そのため高校2年生から始まる選択教科目が文理に捉われず自由に選択できる。
教員が欠勤した場合、他の教員が代行するのでなく基本的に「休講」となる。教員は担任をもっていない場合、自分の授業が終われば学校に残る必要もない。

### 編成
幼稚園から入園し、または小学校もしくは中学校から入学した内部進学の生徒と高等学校から入学した外部進学の生徒との間では、第1学年から混合してクラスを編成する併設混合型中高一貫校。中学校からの内部進学者約290名、外部からの入学者約70名で構成される。

## 環境

### 中学
立志館
中学生が主に使用する校舎。「教科センター方式」を実践するための独自の設計がなされている。中学の各クラスのホームベースや各教科のステーションとメディアスペース、図書・メディアセンター、校務センターを備えている。
雄飛館
中学生が主に使用する体育館。

### 高校
桑志館
高校生が使用する校舎。中庭を囲むように教室が配置されている。
知創館
約7万冊の蔵書や視聴覚資料、100台以上の生徒用パソコンなどが設置されており、生徒会室・生徒集会室や、自習室も備えている。なお、中学校の図書・メディアセンターは、立志館（中学校教室棟）に設置されている。
万象館
理科の各分野の実験室、講義室があり、天体観測を行えるドームなどの設備がある。また、中高の保健室も備えている。

### 中高共用
想遠館
美術教室、家庭科で利用する調理実習室・被服実習室などがあり、高校生が実技教科で利用する。また、中学技術科・理科・中学生徒会室がある。
宿志館
礼拝や式典などが行われるグレイス・チャペルを中心に、魁ホール、カフェテリア、音楽教室、和室（自占庵）など多くの施設が集まっている。
南体育館
広大なメインフロアのほかに、小体育館、ダンス室、柔道場も備えている。さらに、トレーニング室もありクラブなどで利用することができる。
南グラウンド
ラグビーグラウンド、4面のテニスコート、130m直線全天候型走路などのあるグラウンド。また道路を挟んで硬式野球部、サッカー部が同時に練習できる広さのある「東グラウンド」がある。

## 進学先
大学の系列校でありながらも、国公立大学あるいは同志社大学以外の私立大学に進学する生徒もいる。

## 沿革

### 経緯
同志社中学校・高等学校の歴史は1896年（明治29年）の同志社尋常中学校に遡る。幾度の変遷を経て、1947年（昭和22年）に男女共学の同志社中学校（新制）が、1948年（昭和23年）に同志社高等学校（新制）が設立された。当初は中高ともに今出川校地に設置されていたが、同地が手狭となったため、1年後に同志社高等学校が岩倉校地に移転。以降、中学校と高等学校は別の校地で教育活動を続けてきたが、2010年度後期に中高が岩倉校地にて再統合された。

### 年表
- 1896年（明治29年）4月 - 同志社尋常中学校を設置。
- 1899年（明治32年）4月 - 同志社尋常中学校を同志社中学校と改称。
- 1900年（明治33年）2月 - 同志社中学校を同志社普通学校と改称。
- 1916年（大正5年）2月 - 同志社普通学校を同志社中学と改称。
- 1941年（昭和16年）4月 - 同志社中学を中学校令準拠の同志社中学校と改称。
- 1947年（昭和22年）4月 - 今出川校地に同志社中学校（新制）を設置。
- 1948年（昭和23年）4月 - 今出川校地に同志社高等学校（新制）を開設。
- 1949年（昭和24年）4月 - 同志社高等学校が岩倉校地（旧同志社高商校地）へ移転。
- 1955年（昭和30年）5月 - 父母の会の建設費用寄付による、ゴシック風鉄筋コンクリート造のチャペルが完成。
- 2004年（平成16年） - 図書館・情報教室・プレゼンテーションステージ・生徒会室などを備えた、メディアセンター 知創館を開設。
- 2008年（平成20年）
  - 9月30日 - 中高移転統合事業 第II期工事（北校地に、創作芸術棟・中学校教室棟・新体育館・チャペル棟の建設）が着工。
  - 10月31日 - 旧HR教室棟（鶏鳴館・桑志館）・管理棟（柏心館）を閉鎖。
  - 11月4日 - 中高移転統合事業 第I期工事（南校地に、高校教室棟（桑志館：そうしかん）・共用管理棟（恵潤館：けいじゅんかん）の建設）が竣工。
  - 11月10日 - 桑志館・恵潤館の供用開始。
- 2010年（平成22年）
  - 2月までに第二期工事が順次完成。
  - 8月
    - 同志社中学校と同志社高等学校が統合し同志社中学校・高等学校となる。
    - 宿志館献堂 （チャペル・音楽・カフェテリア棟）。
    - 立志館[中学教室棟]・想遠館[創作芸術棟]・雄飛館[中学体育館]竣工。

## 校風
同志社系列の中学校・高等学校に共通することであるが、比較的柔軟である。
私服登校が認められている。染髪・化粧などはもちろん、ピアスやネックレス・指輪などの装飾具も、体育の時間を除き許可されている。靴も決まっておらず厚底の靴や夏にはサンダルを履いて登校する生徒も多くいる。
生徒会、部活動とも、生徒の自主的な運営により執り行われている。

## 学校行事
学校行事は、10月の学園祭から3月までは特に行われない。また、3月半ばに3年生のみの自由参加で行われるスキーキャンプまたは沖縄研修旅行があるが、修学旅行はない。
- 遠足
5月に開かれる。行き先はほとんど山や湖である。
- 球技大会
- 由良キャンプ（1年生）
- 唐松キャンプ（2年生）
どちらも1学期末試験の後に実施される。
- 体育祭
- 学園祭
10月に3日間行われる。通称「岩倉祭」と呼ばれる。
- カエルの解剖（1年生のみ）
- 卒業式
3月10日に行われる。（曜日の関係で前後する）
- 学校スキー
3月に全学年から参加者を募って長野県の戸隠高原スキー場で実施される。

## 部活動
硬式野球部、ラクロス部、ラグビー部、スキー部、硬式テニス部、アーチェリー部、山岳部などが強豪として知られている。
硬式野球部
1892年（明治25年）創部、京都府内最古の野球部。全国高等学校野球選手権大会の地方予選に、1915年（大正4年）の第1回大会から現在まで皆勤出場を続ける全国15校のうちの一つ。甲子園には夏2回（1919年・1924年）出場しており、通算成績は0勝2敗。1978年の京都大会準優勝以降は低迷している。
ラグビー部
1911年（明治44年）創部。慶應普通部、京都一中、京都一商などと共に、日本の中等学校ラグビーにおける草分け的存在。全国中等学校蹴球大会には第1回大会（1918年）から第14回大会（1932年）まで連続出場し、この間に優勝9回・準優勝3回。第3回大会（1920年）から第7回大会（1924年）までは大会5連覇。
スキー部
毎年全国高等学校スキー選手権大会（インターハイ）に何名も輩出しており、全国でも有数なスキー強豪校として知られている。

### 部活動（中学校）
運動部
- 軟式野球
- バスケット
- 剣道
- ラグビー
- サッカー
- スキー

- 卓球
- 硬式テニス
- 陸上競技
- バレーボール
- ワンゲルJr.

文化部
- 放送
- 漫画研究
- 演劇
- 工業
- 英語
- ハンドベル・ピースリンク
- ホザナコーラス
- 和太鼓
- 管弦楽
- 鉄道
- サイエンス
- かるちゃんぷる
- 美術

### 部活動（高等学校）
運動部
- アーチェリー
- バドミントン
- バスケットボール（男・女）
- ラクロス
- ハンドボール

- 剣道
- 体操競技
- 硬式テニス

- 硬式野球
- ソフトテニス
- ラグビー
- 陸上競技
- サッカー

- 山岳
- スキー
- 卓球
- バレーボール（男・女）
- ワンダーフォーゲル

学芸部
- 軽音楽
- 美術
- 地学
- 地歴
- 英語

- 演劇
- ホザナ・コーラス
- 化学
- 茶道

- 写真
- 管弦楽
- 生物
- 新聞

- 将棋囲碁
- 宗教
- 放送

同好会
- 文芸
- ダンス
- 映画研究

- 和太鼓
- コミックアート
- 女子ハンドボール

## 交通
- 京都市営地下鉄烏丸線・国際会館駅（2番出入口）から高校まで徒歩4分、中学まで徒歩8分
- 叡山電鉄・八幡前駅から徒歩7分
- 京都市営バス（5・31・65系統）、京都バス（19・24・26・29・40・45・46・50系統）「国際会館駅前」バス停下車

## 著名な関係者

### 出身者

#### 政治
- 伊吹文明（衆議院議員・自由民主党）※中学のみ
- 古屋野橘衛（倉敷市長）
- 永井柳太郎（戦前期の政治家、旧制中学中退）
- 三木武吉（政治家、旧制中学中退）
- 児島正一郎（外交官、児島惟謙の長男）

#### 経済
- 井上礼之（ダイキン工業会長兼CEO、関西経済同友会代表幹事）
- 貸谷伊知郎（豊田通商社長）
- 嶋雅二（J-オイルミルズ会長、日本植物油協会会長）
- 須田寬（JR東海初代社長）
- 巽悟朗（元大阪証券取引所社長、光世証券創業者）
- 立石義雄（オムロン名誉会長、日本商工会議所副会頭）
- 民秋史也（モルテン代表取締役社長）
- 森井清二（関西電力社長）
- 林みのる（童夢創業者）※中学のみ
- 宮原賢次（住友商事会長）
- 村田純一（村田機械会長）
- 村田恒夫（村田製作所社長、電子情報技術産業協会副会長）
- 山岸忍（プレサンスコーポレーション創業者）
- 山口悟郎（京セラ社長、日本ファインセラミックス協会会長、太陽光発電協会代表理事）

#### 研究
- 麻田貞雄（歴史学者、同志社大学名誉教授）
- 浅沼萬里（経済学者、京都大学教授）
- 阿部賢一（経済学者、第8代早稲田大学総長、普通学校卒）
- 今尾文昭（考古学者）
- 岩山太次郎（アメリカ文学者）
- 梅原末治（考古学者、京都大学教授、普通学校卒）
- 江崎玲於奈（物理学者、ノーベル物理学賞受賞）
- 大島正徳（哲学者）
- 大島正満（生物学者）
- 大塚節治（神学者、同志社第13代総長、普通学校卒）
- 河田悌一（中国哲学研究者、元関西大学学長）※中学のみ
- 北村喜宣（法学者、上智大学法科大学院教授）
- 倉戸ヨシヤ（心理学者、大阪市立大学名誉教授、元日本人間性心理学会理事長）
- 竹友藻風（詩人、英文学者、元大阪大学教授）
- 竹村和久（心理学者、早稲田大学教授）
- 田畑忍（憲法学者、同志社大学学長）
- 田中貴子（国文学者、甲南大学文学部教授）
- 中条潮（経済学者）（慶應義塾大学名誉教授）[要出典]
- 中村要（天文学者）
- 中村英夫（土目工学者、東京都市大学名誉総長）
- 八田英二（経済学者、同志社大学前学長、日本高等学校野球連盟会長）
- 森田章（法学者、同志社大学司法研究科教授）
- 山川均（経済学者、社会主義運動家、旧制中学中退）
- 湯浅八郎（昆虫学者、国際基督教大学初代総長、普通学校卒）
- 八代尚宏（経済学者、国際基督教大学客員教授）

#### 法曹
- 田原睦夫（最高裁判事）
- 中坊公平（元弁護士・日弁連会長）
- 三輪記子（弁護士、松竹芸能タレント）
- 山田積善（法律家、詩吟家）

#### 宗教
- 榎本保郎（牧師）
- 湯浅十郎（牧師）

#### 文学
- 赤神諒（小説家、本名の越智敏裕として弁護士、上智大学法科大学院教授、法学者）
- 天野礼子（作家）
- 北小路功光（歌人）
- 高村薫（小説家、直木賞受賞）
- 永田紅（歌人）
- 藤岡陽子（小説家）
- 藤野可織（小説家、芥川賞受賞）
- 松岡荒村（詩人、評論家）
- 隆慶一郎（脚本家、作家）

#### 芸術
- 宇宿允人（指揮者、中退）
- 加藤文枝（チェロ奏者）
- 北脇昇（画家、旧制中学中退）
- 千宗室（裏千家14代家元）
- 千玄室（裏千家前宗匠）
- 中村滋延（作曲家）
- 夏目久子（メゾソプラノ歌手）
- マキノ光雄（映画プロデューサー）
- 三宅周太郎（演劇評論家）
- 横井軍平（元ゲームデザイナー）

#### 芸能
- 酒井善史（俳優、タレント、脚本家）
- 神農幸（インターフレンドタレント）
- 津川雅彦（俳優、映画監督、中退）
- はしだのりひこ（歌手）
- 林寛（俳優、旧制中学中退）
- みれいゆ（俳優）
- 目黒祐樹（俳優、中退後米国留学）
- 三谷昌登（俳優、脚本家）
- もえのあずき（大食いアイドル）
- 松田好花（アイドル、日向坂46メンバー）

#### マスコミ
- 烏賀陽弘道（ジャーナリスト、元朝日新聞記者）
- 熊谷美広（音楽評論家、音楽ライター）

#### アナウンサー
- いわぶ見梨（フリーアナウンサー、元KBCアナウンサー）
- 海平和（KBS京都アナウンサー）
- 寺島啓太（文化放送アナウンサー、元四国放送アナウンサー）
- 西村麻子（毎日放送アナウンサー）
- 牧野克彦（静岡放送アナウンサー）

#### スポーツ
- 新井信男（水泳選手　1928年アムステルダムオリンピック800mリレー銀メダリスト）
- 青木稔（元プロ野球選手）
- 柯子彰（戦前期の早大ラグビー部主将）
- 木原万莉子（フィギュアスケート選手）
- 谷潔（JRA調教師）
- 谷村友一（プロ野球審判員）
- 石田幹太（ラグビー選手）
- 西林宏祐（ラグビー選手）
- 桝嘉一（元プロ野球選手）
- 森田洋介（ラグビー選手）
- 安田卓平（ラグビー選手）
- 山本雄貴（ラグビー選手）
- 野村大樹（プロ野球選手）※中学のみ

#### その他
- 荻田常三郎（飛行操縦士、中退）
- 笹井末三郎（アナキスト）
- 野村正樹（建築家）
- 西園寺（YouTuber）
- たなか（YouTuber・西園寺のチームメンバー）

### 教員
- 網谷正美（狂言師、国語科教諭）
- 原田博行（シンガーソングライター、京都町内会バンドの一員、キリスト教学講師）
- 清水正教（画家・皇學館大学名誉教授、1969年に中学教諭）
- ジェフ・バーグランド（元高等学校英語科教諭）
- 今井亨（フルート奏者、元中学音楽科講師）

## 系列校
学校法人同志社が設置する諸学校は、大学を頂点とした大学附属学校の形態を取らず、独立の学校群として位置づけられている。なお、同志社小学校、同志社国際学院初等部・国際部に限り、同志社大学の付属校である。
- 大学
  - 同志社大学
  - 同志社女子大学
- 中学校・高等学校併設校（中高一貫校）
  - 同志社中学生・高等学校
  - 同志社女子中学校・高等学校
  - 同志社香里中学校・高等学校
  - 同志社国際中学校・高等学校
- 小学校
  - 同志社小学校
  - 同志社国際学院初等部・国際部
- 幼稚園
  - 同志社幼稚園